# Gosda (Luckaitztal)

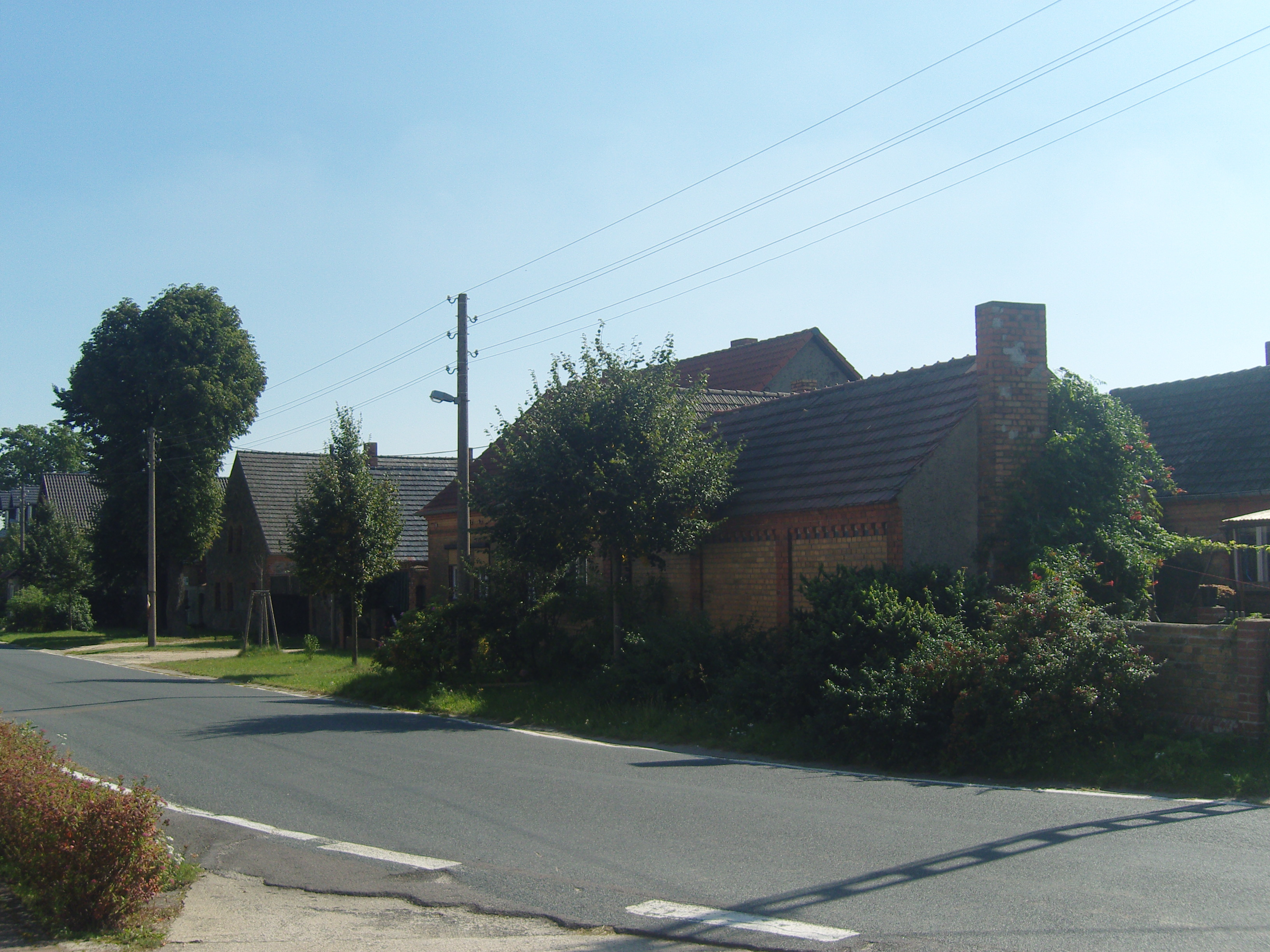
Ortsansicht

Gosda (niedersorbisch Gózna) mit den Ortslagen Weißag und Zwietow ist ein Ortsteil der Gemeinde Luckaitztal im Landkreis Oberspreewald-Lausitz in Brandenburg. Die Gemeinde wird vom Amt Altdöbern verwaltet.

## Lage
Die drei Ortslagen sind eingebettet in die Wiesen- und Waldlandschaft der Calauer Schweiz im Naturpark Niederlausitzer Landrücken. Gosda liegt rund sechseinhalb Kilometer südlich der Stadt Calau und 20 Kilometer Luftlinie nördlich von Senftenberg. Die Gemarkung des Ortsteils grenzt im Norden an Werchow, im Osten an Buchwäldchen, im Südosten an Schöllnitz mit der Ortslage Luckaitz, im Süden an Lipten, im Südwesten an Bronkow und im Nordwesten an Gollmitz mit der Ortslage Settinchen. Zum Ortsteil Gosda gehören neben den Gemeindeteilen Weißag und Zwietow außerdem die Wohnplätze Alte Mühle, Ausbau und Fuchsmühle.
Gosda liegt an der Kreisstraße 6619, des Weiteren verlaufen die Kreisstraßen 6620 und 6621 durch die Gemarkung. Die Landesstraße 55 ist zwei Kilometer und die Anschlussstelle „Bronkow“ an der Bundesautobahn 13 fünf Kilometer entfernt. Der Flugplatz Bronkow liegt rund anderthalb Kilometer südöstlich von Gosda.

## Geschichte
Erstmals urkundlich erwähnt wurde Gosda im Jahr 1761 als Gosnej; die Ortslagen Weißag und Zwietow sind allerdings bereits im Jahre 1403 im Zusammenhang mit der „Alten Mühle“ erstmals erwähnt. Der Name bezeichnet eine Siedlung im Wald: das niedersorbische Gózda bzw. Gózna bezeichnet einen Stieleichen-Hainbuchenwald. Wichtigstes Produkt der örtlichen Landwirtschaft war der Buchweizen, dessen Anbau heute wieder gefördert wird. Gosda gehört zu den Orten in der Niederlausitz, die im Volksmund auch „Plinsdörfer“ genannt werden, weil sie für ihre aus Buchweizenmehl gebackenen Plinse bekannt wurden.
Am 1. September 1950 wurde der Ort Zwietow nach Gosda eingegliedert. Bei der DDR-Kreisreform am 25. Juli 1952 wurde die Gemeinde dem Kreis Calau im Bezirk Cottbus zugeordnet. Die Eingliederung Weißags erfolgte zum 1. Januar 1967. In den 1980er Jahren lag Gosda in einem Bergbauschutzgebiet des Feldes Calau-Süd im Lausitzer Braunkohlerevier und war durch die Devastierung bedroht. Nach der Wende wurden die Planungen zur Öffnung des Feldes wieder verworfen.
Nach der Wiedervereinigung gehörte Gosda zum nun brandenburgischen Landkreis Calau. Dieser ging am 6. Dezember 1993 im neu gebildeten Landkreis Oberspreewald-Lausitz auf. Im Zuge der kommunalen Neuordnung Brandenburgs schloss sich die bis dahin selbständige Gemeinde Gosda zum 31. März 2002 mit den Gemeinden Buchwäldchen, Muckwar und Schöllnitz zur Gemeinde Luckaitztal zusammen. Kirchlich gehört Gosda zur Kirchengemeinde Bronkow, die zum Kirchenkreis Niederlausitz gehört.

## Sehenswürdigkeiten
- Naturschutzgebiet Calauer Schweiz

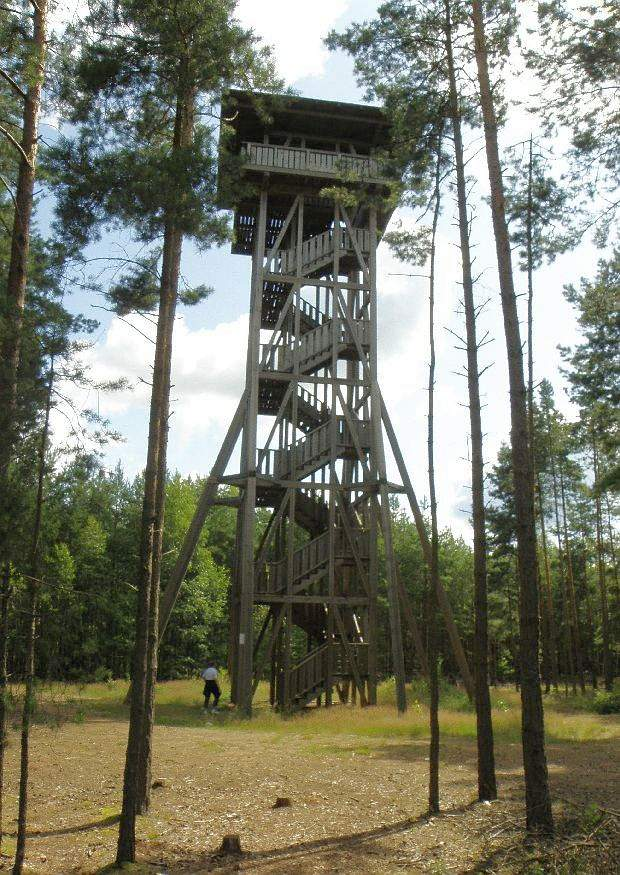
Der 2014 abgerissene Aussichtsturm in der Nähe von Gosda in der Calauer Schweiz

- Luckaitztaler Ziegelturm, Aussichtsturm in den Weißager Bergen, der seit 2020 einen früheren Holzturm ersetzt.[6]
- Ehemalige Bockwindmühle mit Hausgeräteausstellung

## Einwohnerentwicklung
| Einwohnerentwicklung in Gosda von 1875 bis 2001 | Einwohnerentwicklung in Gosda von 1875 bis 2001 | Einwohnerentwicklung in Gosda von 1875 bis 2001 | Einwohnerentwicklung in Gosda von 1875 bis 2001 | Einwohnerentwicklung in Gosda von 1875 bis 2001 | Einwohnerentwicklung in Gosda von 1875 bis 2001 | Einwohnerentwicklung in Gosda von 1875 bis 2001 | Einwohnerentwicklung in Gosda von 1875 bis 2001 | Einwohnerentwicklung in Gosda von 1875 bis 2001 | Einwohnerentwicklung in Gosda von 1875 bis 2001 | Einwohnerentwicklung in Gosda von 1875 bis 2001 | Einwohnerentwicklung in Gosda von 1875 bis 2001 | Einwohnerentwicklung in Gosda von 1875 bis 2001 | Einwohnerentwicklung in Gosda von 1875 bis 2001 |
| Jahr                                            | Einwohner                                       | Jahr                                            | Einwohner                                       | Jahr                                            | Einwohner                                       | Jahr                                            | Einwohner                                       | Jahr                                            | Einwohner                                       | Jahr                                            | Einwohner                                       | Jahr                                            | Einwohner                                       |
| ----------------------------------------------- | ----------------------------------------------- | ----------------------------------------------- | ----------------------------------------------- | ----------------------------------------------- | ----------------------------------------------- | ----------------------------------------------- | ----------------------------------------------- | ----------------------------------------------- | ----------------------------------------------- | ----------------------------------------------- | ----------------------------------------------- | ----------------------------------------------- | ----------------------------------------------- |
| 1875                                            | 134                                             | 1933                                            | 103                                             | 1964                                            | 170                                             | 1989                                            | 169                                             | 1993                                            | 152                                             | 1997                                            | 161                                             | 2001                                            | 173                                             |
| 1890                                            | 116                                             | 1939                                            | 137                                             | 1971                                            | 249                                             | 1990                                            | 163                                             | 1994                                            | 148                                             | 1998                                            | 170                                             |                                                 |                                                 |
| 1910                                            | 134                                             | 1946                                            | 138                                             | 1981                                            | 213                                             | 1991                                            | 156                                             | 1995                                            | 161                                             | 1999                                            | 169                                             |                                                 |                                                 |
| 1925                                            | 115                                             | 1950                                            | 134                                             | 1985                                            | 189                                             | 1992                                            | 148                                             | 1996                                            | 163                                             | 2000                                            | 163                                             |                                                 |                                                 |